# Université de Hong Kong
Pour les articles homonymes, voir HKU.
L’université de Hong Kong (en anglais : The University of Hong Kong ou HKU ; en chinois traditionnel : 香港大學) est l'une des plus importantes institutions publiques d'enseignement et de recherche à Hong Kong. Fondée en 1911, c'est aussi l'université la plus vieille de l'île, ainsi que la première à avoir été établie par l'Empire Britannique en Asie de l'Est. Sa devise est en latin « Sapientia et Virtus », (« la sagesse et la vertu »), en chinois « 明德格物 ».
En 2019, HKU a été classé 2e meilleure université d'Asie par QS et 4e par THE,, elle se positionne 25e dans le classement mondial. Elle est souvent vue comme l'une des universités les plus internationales au monde, ainsi qu'une des plus prestigieuses d'Asie.
Aujourd'hui, HKU est composée de dix facultés académiques, la langue d'enseignement étant l'anglais dans toutes (à l'exception de l'école de chinois, où le cantonais et le mandarin sont parfois utilisés). Les facultés de science, de bio-médecine et médecine, d'éducation, d'économie, de sciences politiques et sociales, et de droit sont particulièrement sélectives du fait de leur haut classement mondial.
L'Université de Hong Kong a aussi créé la première équipe scientifique ayant réussi à isoler les coronavirus, virus susceptibles de provoquer plusieurs maladies chez l'Homme dont le SARS et la Covid19.

## Scientométrie
Dans les classements académiques des universités de recherche du monde publié par l'université Jiao Tong de Shanghai ARWU, l’université de Hong Kong est située entre la 101e et la 150e place à l'échelle mondiale, et à la 1re - 2e place concernant Hong Kong.
La société commerciale spécialisée en éducation internationale Quacquarelli Symonds (en) considère l’université comme une « université de recherche compréhensive de niveau international » et en 2010, l’université s’est classée 21e dans le monde et 1re en Asie.

## Origine
L'université de Hong Kong est issue du Hong Kong College of Medicine for Chinese (« Collège de médecine de Hong Kong pour les Chinois »), qui a été établi par la London Missionary Society en 1887 pour plus tard devenir la Faculté de Médicine de l’Université de Hong Kong. Le Collège est connu pour être l’alma mater de Sun Yat-sen, le père de la nation chinoise.
L’Université est créée en 1911 lorsque le Gouverneur Sir Frederick Lugard a proposé d’établir une université à Hong Kong. Lugard a senti un besoin urgent de construire une université en Asie pour rivaliser avec les autres grandes puissances qui créaient des universités en Chine, notablement la Prusse, qui a créé l’Université Tongji à Shanghai. Les Hongkongais coloniaux partageaient les valeurs britanniques et ont permis aux britanniques de développer leur influence en Chine du sud et consolider leur pouvoir à Hong Kong.
Après avoir appris le projet de Lugard, l’homme d’affaires parsi Hormusjee Naorojee Mody promet de donner 150 000 HK$ pour la construction et 30 000 HK$ pour les autres coûts. Le gouvernement de Hong-kong et le secteur d’affaires au sud de la Chine, qui ont voulu connaître « les secrets du succès des pays européens » (se référant aux avances de la technologie fait depuis la révolution industrielle), ont aussi soutenu le projet. Swire Group a également contribué, souhaitant réparer son image après un accident d’industriel ayant blessé quelques matelots chinois. Avec les apports d'autres donateurs dont le gouvernement britannique et des compagnies privées telles que la HSBC, Lugard a finalement eu assez d’argent pour construire l'université.
Lugard a mis la première pierre du bâtiment central le 16 mars 1910 et souhaitait que l’université enseigne à un grand nombre de chinois les « valeurs impériales » britanniques, qu'il opposait à celles des autres puissances occidentales.

### Décembre 1916: la première assemblée générale
L’université s’est officiellement établie en 1911 et son cérémonie d’ouverture a eu lieu en 1912. Comme Lugard a senti que les chinois en ce moment-ci ne convenaient pas les idéaux communistes, l’université a souligné plus les sciences que les lettres de façon qu’elle ait émulé l’Université de Manchester.[pas clair] Elle a seulement ouvert la faculté de médecine, laquelle a provenu de le collège de médecine de Hong-Kong. Néanmoins, la Faculté d’ingénierie et la Faculté des lettres (laquelle n’a pas offert les licences la sociologie et la philosophie) ont été créées. La première assemblée générale s’est tenue en décembre 1916, avec 23 licenciés et 5 licenciés honoraires.

### Orientation sur l'éducation de culture chinoise, avant la Seconde Guerre mondiale
Après les grèves Canton-Hong Kong en 1925-1926, le gouvernement s’est orienté vers l’intégration grande de culture orientale, en augmentant le nombre des cours chinois. En 1927, la licence de chinois a été créée. Les donations des hommes d’affaires riches, Tang Chi Ngong et Fung Ping Shan – dont les bâtiments dans le campus ont reçu le nom, ont souligné sur l’éducation de culture chinoise. En 1941, l’Attaque de Hong Kong par le Japon a fait les dommages sur les bâtiments universitaires, et l’université s’est fermée jusqu’en 1945.

## Personnalités liées à l'université

### Vice-chanceliers
Aussi voir List des vice-chanceliers d'HKU (en)

### Professeurs
Jean-Paul Thiery, biologiste français pionnier de la transition épithélio-mésenchymateuse, est professeur associé de la faculté de médecine d'HKU.

### Étudiants
Aussi voir Liste des personnalités diplômées d'HKU (en)
Beaucoup de personnalités célèbres ont été diplômées de l’université de Hong Kong. Parmi eux, le Dr Sun Yat-sen, homme d'État Chinois considéré comme « le père de la Chine moderne »', l'un des fondateurs du Kuomintang, et le premier président de la république de Chine en 1912, diplômé de la faculté de médecine d'HKU.
Plus de 40 fonctionnaires principaux, secrétaires permanents, membres du Conseil exécutif et du Conseil législatif du gouvernement RAS de Hong Kong sont des diplômés d'HKU.